# Jure Borišek
Jure Borišek est un joueur d'échecs slovène né le 27 juillet 1986 à Šempeter pri Gorici.
Au 1er octobre 2019, il est deuxième joueur slovène avec un classement Elo de 2 584 points.

## Biographie et carrière
Grand maître international depuis 2009, Jure Borišek a remporté le championnat de Slovénie en 2003 et 2005. Il finit troisième de l'open de Nova Gorica (tournoi du casino Hit) en 2007.
Il a représenté la Slovénie lors de neuf olympiades de 2002 à 2018, marquant huit points sur onze lors de l'Olympiade d'échecs de 2008,,.
Il a participé à onze Coupes Mitropa de 2003 à 2016, remportant trois médailles d'or individuelles et trois médailles par équipe.